# 35-åringen
"35-åringen" var också benämningen på en misstänkt för Mordet på Anna Lindh 2003.
35-åringen är ett studioalbum från 1989 av Magnus Uggla. Alla låtar är komponerade av Magnus Uggla och Anders "Henkan" Henriksson som också står för arrangemang . Det toppade den svenska albumlistan. Att Magnus Ugglas album fick sitt namn berodde främst på att Christer Pettersson under 1989 i Sverige gick under benämningen 42-åringen, eftersom hans namn inte ännu blivit offentligt. Strax efter Palmemordet 1986 hade en misstänkt även gått under benämningen 33-åringen.
För albumet fick han även Rockbjörnen i kategorin "Årets svenska skiva".

## Låtlista
1. "Stig in och ta en cocktail"
2. "Baby Boom"
3. "P-F"
4. "Jätte-kult"
5. "Dum dum"
6. "Jag mår illa"
7. "Rembrant"
8. "Dyra tanter"
9. "Moder Svea"

På senare upplagor av skivan har det instrumentala öppningsspåret bytts mot en remix med titeln "Stig in och ta en cocktail (The Kent Finell Super Mix)". Denna remix släpptes också som singel.

## Medverkande musiker
- Peter Ljung: Keyboard.
- Per Lindvall: Slagverk.
- Henrik Jansson: Gitarr.
- Nysse Nyström: Kör.
- Benna Sörman: Kör.
- Staffan Birkenfalk: Kör.

## Listplaceringar
| Lista (1989-1990) | Position |
| ----------------- | -------- |
| Sverige           | 1        |

### Fotnoter
1. ↑  Magnus Uggla var 35 år, när detta album släpptes och kan sålunda sägas vara 35-åringen själv.